# 北棕榈滩 (佛罗里达州)
北棕榈滩（英語：North Palm Beach），是美国佛罗里达州下属的一座乡村。建立于1956年。面积约 为15平方公里（约合5.8平方英里）。根据2010年美国人口普查，该市有人口12,015人。论人口在本州排行第148。